# 王淑芳 (1945年)
王淑芳（1945年—），辽宁人，中华人民共和国工程师。

## 生平
1962年大庆技工学校毕业后进入大庆油田工作，参加大庆石油会战，担任采油女工。先后在采油一厂、四厂工作。1964年至1966年被评为大庆五好标兵。1970年，大庆女子采油队成立，她担任第一任队长，负责30口油田。1980年，被授予大庆会战标兵称号。之后升任石油管理局劳资处副处长、大庆石油管理局劳动服务公司党委书记。